# Partido Socialista da Grã-Bretanha
O Partido Socialista da Grã-Bretanha (SPGB - Sigla em Inglês) é um partido político socialista no Reino Unido. É um partido revolucionário marxista contrário ao reformismo.
O Partido Socialista da Grã-Bretanha foi formado, tendo inspiração na tendência impossibilista no movimento socialista no Canadá e após a expulsão dos membros por Henry Hyndman da Federação Social Democrata (SDF) no Reino Unido.

## História

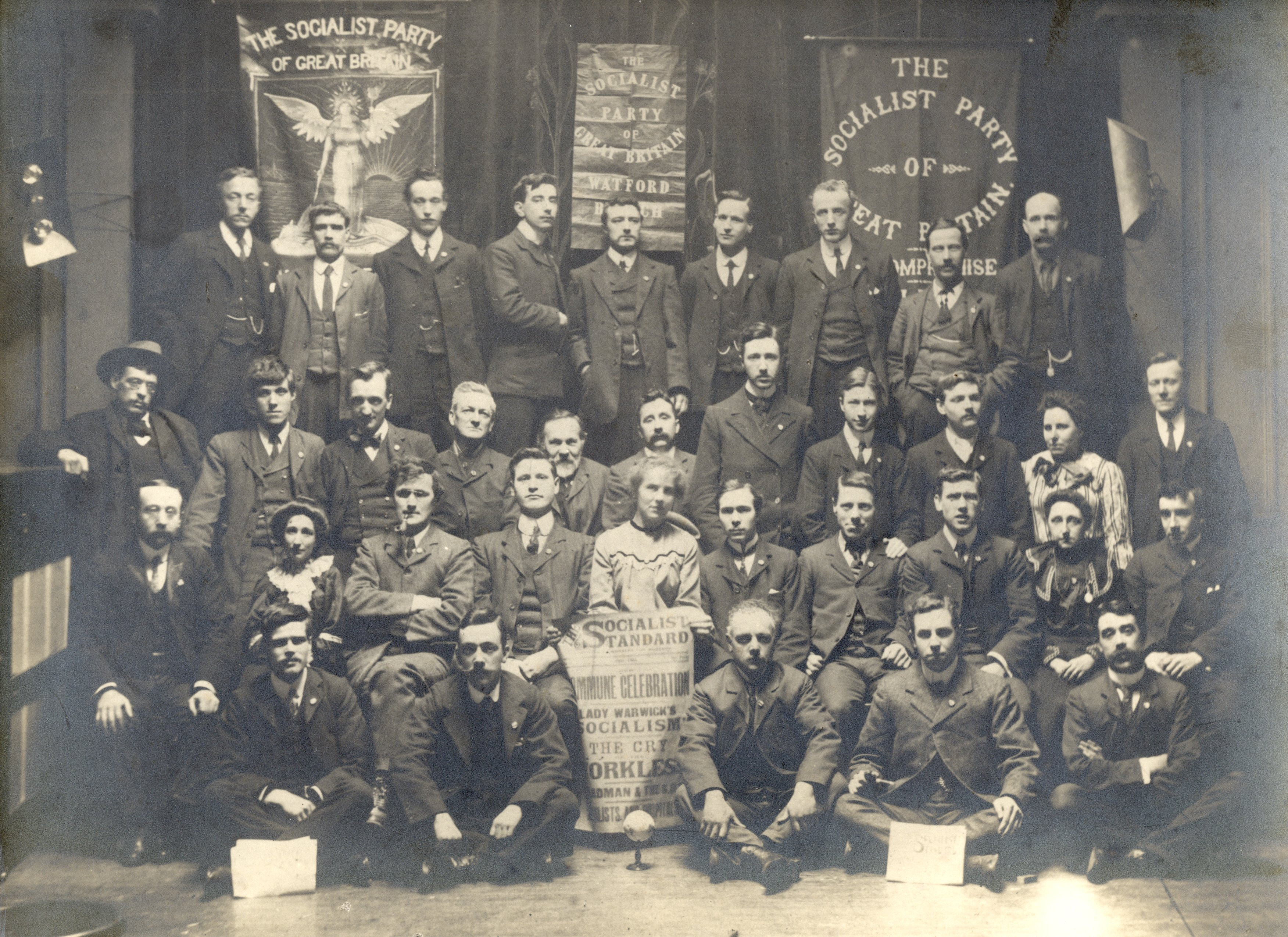
SPGB 1905

Em 12 de junho de 1904, o Partido Socialista da Grã-Bretanha foi fundado, o que o torna o mais antigo partido socialista ainda ativo no Reino Unido. Jack Fitzgerald era um membro do SDF que foi expulso por ensinar aulas sobre a teoria econômica marxista e que se tornou famoso entre os membros fundadores do SPGB.
O objeto atual de hoje é o mesmo acordado pelos membros fundadores. Isto é "O estabelecimento de um sistema de sociedade baseado na propriedade comum e no controle democrático dos meios e instrumentos para produzir e distribuir riqueza por e para o interesse de toda a comunidade".
Em 1 de setembro de 1904, a primeira edição da publicação do partido, o Socialist Standard, e novas questões foram publicadas todos os meses ininterruptamente desde então. Em 1904, o partido saiu da Segunda Internacional devido ao seu reformismo.
Os primeiros panfletos incluíram "Socialismo e Religião" e reimpressões de "Arte, trabalho e socialismo" de William Morris e traduções de "Do artesanato ao capitalismo", "A classe capitalista" e "A classe trabalhadora" de Karl Kautsky. Os debates também foram publicados, inclusive por Jack Fitzgerald contra o Partido Liberal ("A classe trabalhadora deve apoiar o Partido Liberal?", 1911), o Partido Socialista Trabalhista ("Govan Workers Open Forum", 1931) e Edgar Hardcastle contra a "União Federal" ("Os socialistas devem apoiar a União Federal?" Em 1940).
Na Primeira Guerra Mundial, o Socialist Standard foi proibido para exportação pelo Ministério do Interior de acordo com os Regulamentos de Defesa 27 e 57. Embora o Partido Socialista se opusesse à vanguardismo, incluindo o leninismo, foi a única publicação na Grã-Bretanha a imprimir um artigo dos bolcheviques em 1915 que chamou pelo fim da guerra. O Partido Socialista se opôs a todas as guerras desde a sua fundação.
Em 1937, Sir William Bodkin declarou ao Parlamento da Nova Zelândia que o "Socialist Standard" era "a autoridade mais destacada no mundo socialista no Império Britânico".
Durante a Segunda Guerra Mundial, muitos membros evitaram o recrutamento em tempo de guerra por serem objetores conscientes, mas a oposição do Partido Socialista à guerra foi fortemente censurada.

### Pós guerra
Em 1945, o SPGB contestou suas primeiras eleições gerais com o candidato Clifford Groves, e pouco depois da Segunda Guerra Mundial, o partido mudou-se para sua atual sede na Clapham High Street. O partido nunca fez campanhas para reformas e sempre buscou eleições em um manifesto estritamente para o socialismo.
Durante a década de 1950, o SPGB publicou o "Forum Journal" para o debate entre os membros, levando eventualmente à partida do principal orador do partido, Tony Turner.
Em 1969, o SPGB publicou uma publicação multilingue única chamada "World Socialism 69".
Em 1975, um membro publicou uma história não oficial do partido (The Monument by Robert Barltrop). Edgar Hardcastle debatiu o conservador Sir Keith Joseph em 1975, e o Socialist Standard entrevistou o assistente de frente do Trabalho, Tony Benn, em 1980.
Em 1991, alguns membros notáveis de longa data, incluindo Edgar Hardcastle, que estavam nas filiais de Londres que foram dissolvidas, deixaram o partido. Muitos desses membros formaram Socialist Studies e publicaram trimestralmente uma publicação com o mesmo nome.

## século 21
Em 2004, o SPGB publicou "Socialism or Your Money Back" um livro de artigos da história do Socialist Standard. A edição de junho de 2004 do Socialist Standard foi especial para comemorar o centenário do partido e detalhar a história do partido.
Em 2014, o SPGB contestou eleições para o Parlamento Europeu e fez sua primeira aparição na TV na BBC. Em 2015, o candidato do partido participou de debates eleitorais contra Jeremy Corbyn. Em 2016, foi relatado que Bernie Sanders era assinante do Socialist Standard.